# 沃爾湖
48°09′38″N 12°49′44″E / 48.16043°N 12.82898°E

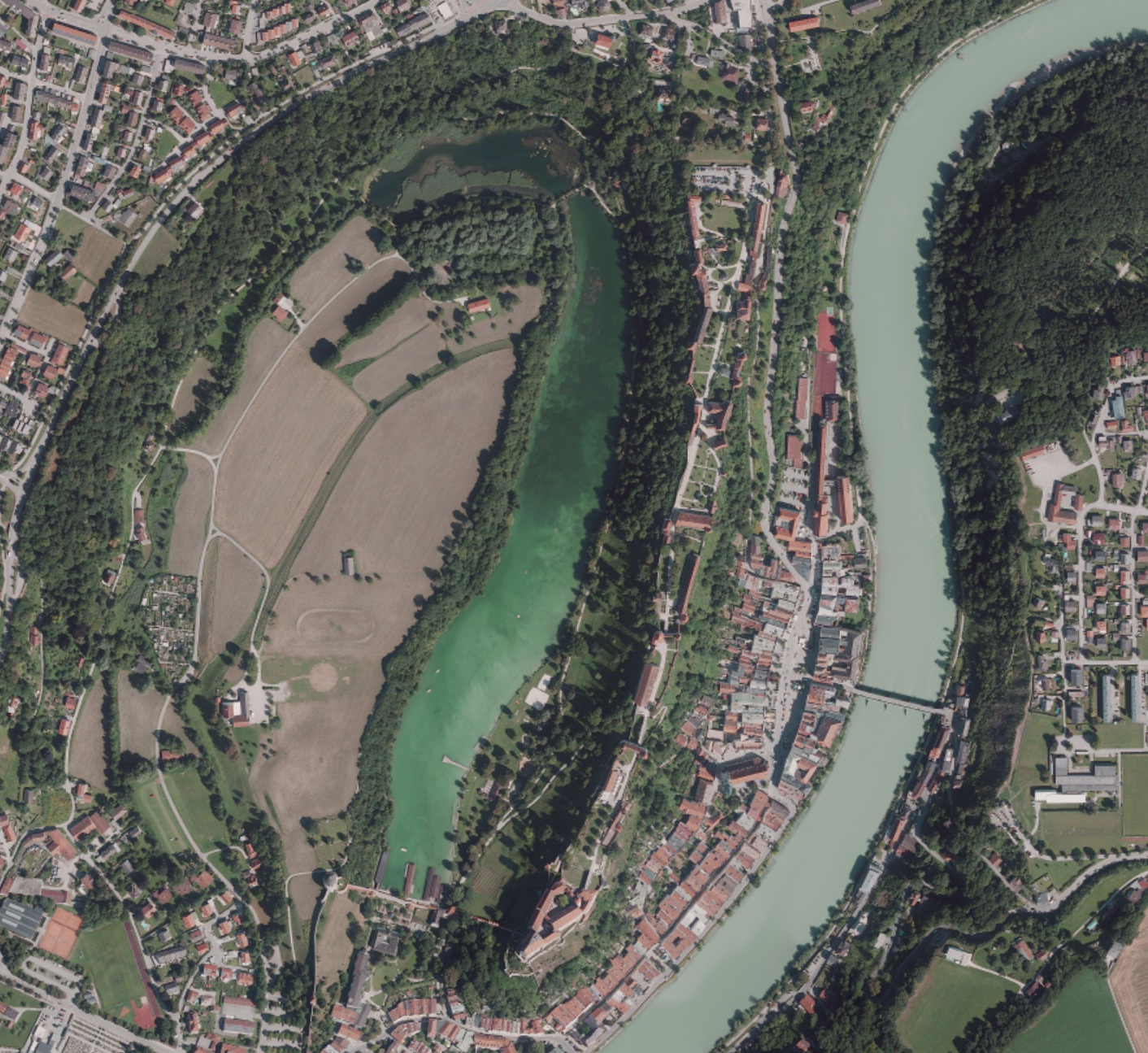

沃爾湖（德語：Wöhrsee），是德國的湖泊，位於該國東南部，由巴伐利亞州負責管轄，長0.9公里、寬0.1公里，面積0.09平方公里，海拔高度361米，平均水深2.3米，最大水深3.7米，水體容量21.8萬立方米。